# Oxford English Dictionary
Oxford English Dictionary, prescurtat OED (în română Dicționarul Oxford al limbii engleze) este un dicționar publicat de Universitatea Oxford. Conține aproximativ 600.000 de cuvinte, fiind astfel cel mai lung dicționar oficial, fapt notat în Cartea Recordurilor.
Este un dicționar de referință al limbii engleze.
Oxford English Dictionary este publicat de Oxford University Press și conține cuvinte provenind din Regatul Unit, precum și din diverse alte regiuni ale lumii anglofone: America de Nord, Africa de Sud, Australia, Noua Zeelandă, Caraibe. Dicționarul indică istoria, pronunțarea și definiția cuvintelor. Ca și pentru alte mari dicționare, munca de redactare a acestui dicționar s-a întins pe mai multe decenii. Prima ediție completă, care cuprindea douăsprezece volume, a fost publicată în 1928. De atunci, este adus la zi, în mod regulat.

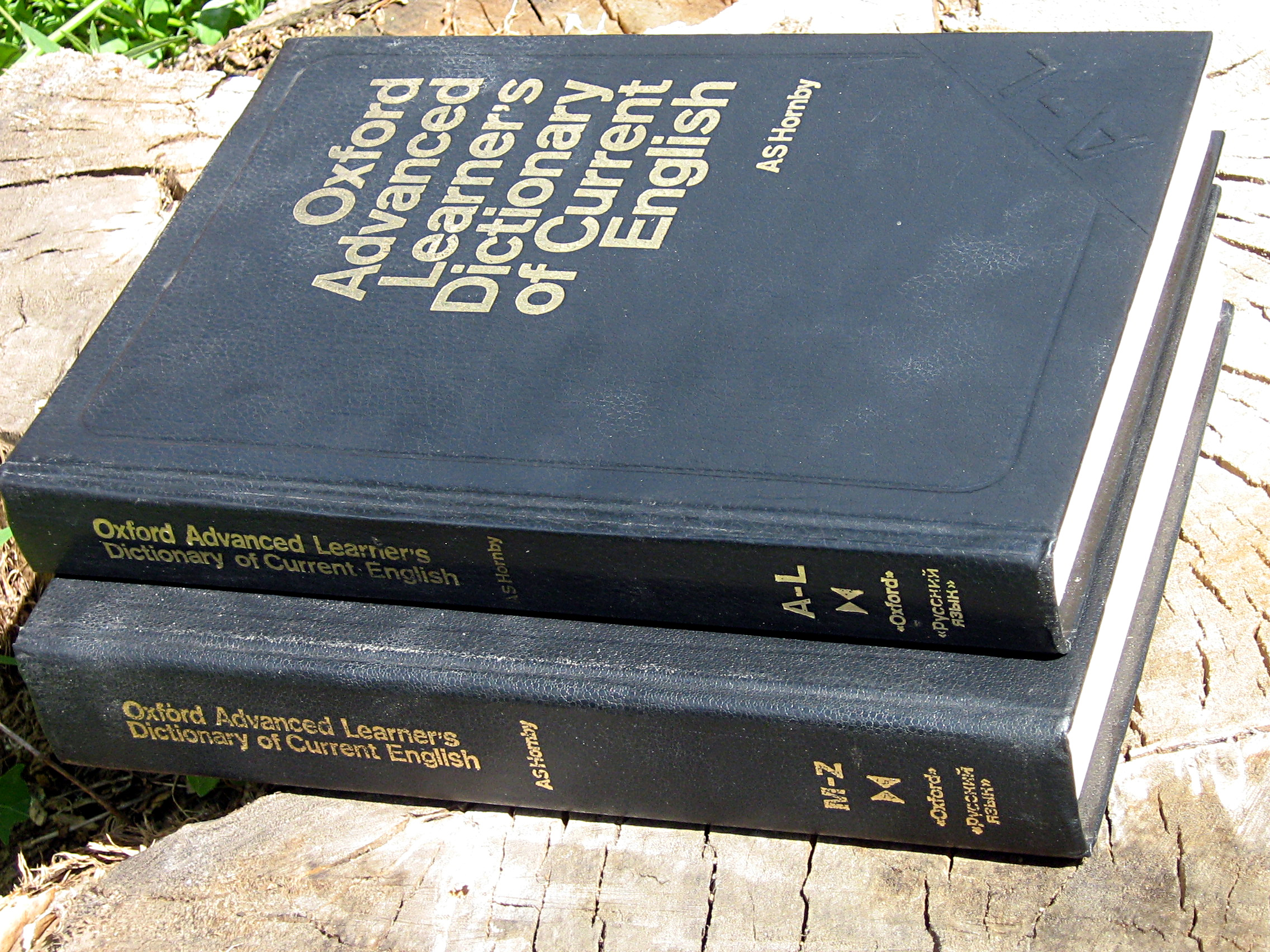
Oxford Advanced Learner's Dictionary of Current English

Oxford University Press a editat, din 1933, și o versiune prescurtată a acestui dicționar, în două volume, cunoscută sub denumirea de Shorter Oxford English Dictionary, care a cunoscut numeroase ediții succesive, și foarte multe dicționare monolingve dedicate studenților străini, cum este Oxford Advanced Learner's Dictionary, sau de exemplu, în colaborare cu Hachette, diverse dicționare bilingve: francez-englez, englez-francez.
O a doua ediție integrală a Oxford English Dictionary, în 20 de volume, a fost publicată în 1989.

## Istorie

### Origini
La început, dicționarul nu a fost conectat cu Universitatea Oxford ci a fost ideea unui grup restrâns de intelectuali din Londra; original a fost un proiect al Societății Filologice conceput în Londra de către Richard Chenevix Trench, Herbert Coleridge și Frederick Furnivall, care erau nemulțumiți de dicționarele curente ale englezei. În iunie 1857, aceștia au format „Comitetul Cuvintelor Neînregistrate” (Unregistered Words Committee) pentru a căuta cuvinte nedefinite și nelistate în dicționarele contemporane. În noiembrie, raportul lui Trench nu era o listă de cuvinte neînregistrate; în loc, era studiul „Asupra unor deficiențe în dicționarele noastre englezești” (On Some Deficiencies in our English Dictionaries), care identifica șapte neajunsuri distincte în dicționarele contemporane:
- acoperire incompletă a cuvintelor perimate,
- acoperire inconsistentă a familiilor de cuvinte înrudite,
- date incorecte pentru cele mai vechi folosiri ale cuvintelor,
- istoria sensurilor perimate ale cuvintelor adesea omisă,
- distincție inadecvată printre sinonime,
- folosire insuficientă a unor citate ilustrative bune,
- spațiu irosit pe conținut nepotrivit sau redundant.

Societatea Filologică, a realizat totuși, în cele din urmă, că numărul cuvintelor nelistate ar depăși cu mult numărul cuvintelor din dicționarele englezești din secolul al XIX-lea. Societatea și-a schimbat în cele din urmă ideea inițială, de a include numai cuvinte care nu existau deja în dicționarele englezești, la un proiect mai cuprinzător. Trench a sugerat că un nou dicționar, cu adevărat cuprinzător, era necesar. Pe 7 ianuarie 1858, Societatea a adoptat oficial ideea unui nou dicționar cuprinzător. Cititorilor voluntari li se încredințau diferite cărți pentru copierea pasajelor care ilustrau uzanța unor cuvinte pe fișe de citate. În 1858, Societatea a căzut de acord asupra proiectului în principiu, cu titlul „A New English Dictionary on Historical Principles”, NED (Un nou dicționar al limbii engleze pe principii istorice).

### Redactori timpurii
Richard Chenevix Trench a jucat rolul cheie în primele luni ale proiectului, dar cariera sa ecleziastică a însemnat că nu putea acorda proiectului dicționarului timpul necesar; acesta s-a retras, Herbert Coleridge devenind primul redactor.

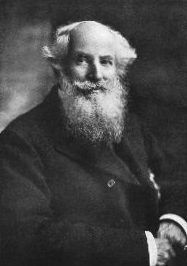
Frederick Furnivall, 1825–1910

Pe 12 mai 1860, planul de dicționar al lui Coleridge a fost publicat și cercetarea a început. Casa lui a fost primul birou redacțional. Acesta a aranjat 100.000 de fișe de citate într-o grilă cu 54 de compartimente. În aprilie 1861, grupul a publicat primele pagini mostră; mai târziu în acea lună, Coleridge, în vârstă de treizeci de ani, a murit de tuberculoză.
Furnivall a devenit apoi redactor; era entuziasmat și cunoscător, și totuși nepotrivit temperamental pentru această sarcină. Mulți cititori voluntari și-au pierdut în cele din urmă interesul pentru proiect întrucât Furnivall a eșuat în a-i ține motivați. Pe deasupra, multe dintre fișe au fost puse în locul greșit.
Furnivall credea că din moment ce multe dintre textele tipărite din secolele precedente nu erau gata disponibile, ar fi fost imposibil pentru voluntari să localizeze eficient citatele de care dicționarul avea nevoie. Prin urmare, Furnival a fondat Early English Text Society (Societatea Textului Englezesc Timpuriu) în 1864 și Societatea Chaucer (Chaucer Society) în 1868 pentru publicarea manuscriselor vechi. Eforturile pregătitoare ale lui Furnivall, care au durat 21 de ani, au furnizat numeroase texte pentru uzul și plăcerea marelui public ca și surse cruciale pentru lexicografi, dar nu implicau realmente alcătuirea unui dicționar. Furnivall a recrutat peste 800 de voluntari pentru a citi aceste texte și înregistra citate. Deși entuziaști, voluntarii nu erau bine pregătiți și adesea făceau selecții inconsistente și arbitrare. În cele din urmă, Furnivall va preda aproape două tone de fișe de citate și alte materiale succesorului său.
În anii 1870, Furnivall a încercat fără succes să îi recruteze pe Henry Sweet și Henry Nicol pentru a-l succeda. L-a abordat apoi pe James Murray, care a acceptat postul de redactor. La sfârșitul anilor 1870, Furnivall și Murray s-au întâlnit cu câțiva editori în vederea publicării dicționarului. În 1878, Presa Universității Oxford a căzut de acord cu Murray pentru continuarea masivului proiect; înțelegerea a fost oficializată anul următor. Proiectul dicționarului avea în sfârșit un editor la 20 de ani după ce ideea fusese concepută. Vor mai trece încă 50 de ani până când dicționarul va fi fost terminat.
Târziu în perioada funcției sale de redactor, Murray a aflat că unul dintre cititorii prolifici W. C. Minor era un criminal nebun. Minor, un chirurg pregătit la Universitatea Yale și ofițer militar în Războiul Civil din SUA, fusese reținut la Azilul Broadmoor pentru criminalii nebuni după uciderea unui om în Londra. Minor inventase propriul său sistem de urmărire a citatelor permițându-i să ofere fișe pentru cuvinte specifice ca răspuns la cererea redactorului. Povestea lui Murray și Minor a servit mai târziu ca centru de interes al unei cărți populare, din secolul al XX-lea, despre crearea Dicționarului Oxford al Limbii Engleze, „Chirurgul din Crowthorne” (The Surgeon of Crowthorne).

## Redactori
- James Murray (1879-1915)
- Henry Bradley (1888-1923)
- William Craigie (1901-1933)
- Charles Talbut Onions (1914-1933)

## Ediții în România
- Dicționar Oxford explicativ ilustrat al limbii engleze, apărut la Editura Litera, în mai 2008, are 1008 pagini, coperta fiind cartonată. ISBN 978-973-675-432-6